# Челик
Челик (тур. çelik) је метастабилно кристализована Fe-C (Fe-Fe3C) легура са садржајем угљеника мањим од 2,11%. Додавањем волфрама, хрома, молибдена, ванадијума, мангана, никла, кобалта и других метала, појединачно или у комбинацијама, добијају се легирани челици за специјалне сврхе, изузетно механички, хемијски или топлотно постојани. Ако је масени удео легирајућих елемената већи од масеног удела гвожђа, или се гвожђе налази само у траговима, онда не говоримо о челику већ о новим типовима легура. Ту спадају:
- обојени метали (енгл. Non-Ferrous Alloys) на бази , и ,
- легуре тешко топивих метала (енгл. Refractory Metal Alloys) на бази , и ,
- платинске легуре на бази , и ,
- специјалне легуре (енгл. Special Alloys) и
- супер легуре (енгл. Superalloys).

## Дефиниција
По класичној дефиницији челик је легура гвожђа (Fe) и угљеника (C) која садржи мање од 2,11% (масених %) угљеника. Са становишта хемије и термодинамике челик је у ствари метастабилна легура железа (Fe) и цементита — карбида железа . Фазни дијаграм који се користи као полазна основа при производњи и преради челика, није равнотежни фазни дијаграм Fe-C, већ његова метастабилна верзија Fe-Fe3C (види Слику 1). Занимљиво је нагласити да су многи корисни материјали, које екстензивно користимо, заправо метастабилни. Дијамант је, на пример, метастабилна модификација угљеника, док је термодинамички стабилна алотропска модификација графит.
Ако је масени удео угљеника између 2,11% и 4,3% онда говоримо о легури под именом ливено гвожђе.

## Особине
Невероватан распон и флексибилност особина (уз помоћ легирања, термичке обраде и пластичне прераде) као и релативно ниска цена производње чине га и даље најраспрострањеније коришћеним металним материјалом.
Челик, на пример, може бити врло мек и као такав изузетно погодан за дубоко извлачење (прављење лименки, конзерви и сл.). Насупрот томе челик може бити врло тврд и крт, као на пример код мартензитних челика који се користе за сечива. Пред модерну производњу челика постављају се врло високи захтеви, који најчешће укључују оптималну комбинацију особина, као што су затезна чврстоћа са једне и дуктилност, односно деформабилитет са друге стране. Поред тога мора се стално водити рачуна о исплативости производње што је последица непрестане промене цена легирајућих елемената (нпр. никл).
Најважнији легирајући елемент у челику је угљеник. Он се у челику налази у облику једињења под именом цементит, Fe3C. Повишени масени удео угљеника чини челик чвршћим, али у исто време кртијим материјалом. У зависности од удела угљеника и температуре на којој се узорак челика налази, на фазном дијаграму могу се уочити следећи микроконституенти: аустенит, ферит, примарни цементит, секундарни цементит, као и микроструктуре (мешавине фаза): перлит и ледебурит. Ако се челик нагло охлади тако да се дифузиони процеси (на првом месту дифузија угљеника) не одвију до краја, онда се у структури челика појављују нове микроструктуре које су већином пресићене угљеником. Ако се убрзано хлађене одвија из аустенитне области могу се јавити финоламелиране микроструктуре сорбит или тросит), као и игличасти/зрнасти беинит или игличасти мартензит.
Специфична маса челика је скоро иста као специфична маса чистог гвожђа и износи око 7.850 kg/m³.

## Како утицати на особине челика (легирање)
Особине челика као што су тврдоћа, дуктилност, затезна чврстоћа и др. могу се креирати и контролисати у веома широком спектру, што челик чини основним металним конструкционим материјалом. Три основне методе, које се — наравно — могу међусобно комбиновати у циљу постизања жељених особина челика, су:
- легирање,
- термичка обрада (жарење, каљење, побољшање, тзв. Темпкор-метода итд.) и
- пластична прерада (ваљање, извлачење итд.).

### Легирајући елементи и њихов утицај на особине челика(поређани по абецедном реду)
Легирајући елементи у челику се разликују по томе да ли стабилизују стварање карбида, аустенита или ферита, односно са којим циљем су легирани. Сваки елемент даје челику одређени низ карактеристика специфичних само њему. Постоје врсте челика где само карактеристична комбинација „супротстављено” делујућих легирајућих елемената даје жељену микроструктуру. Легирање челика даје само основу за постизање жељених особина у току термичке обраде и пластичне прераде.
Легирајући елементи у челику се деле у принципу у две групе:
- алфагени елементи (стабилизују ферит): Mo, Si, V, Nb, Ti, Al, W, и
- гамагени елементи (стабилизују аустенит): Ni, Mn, C, N, Cu.

#### Алуминијум()
- топљења = 660 °C
- снажно сужава γ-област у фазном дијаграму  и фаворизује стварање ферита

Алуминијум је најјаче и најчешће примењивано дозоксидативно средство. Поред тога алуминијум снажно утиче на концентрацију раствореног азота у челику и као такав утиче на осетљивост легуре на процес старења. Већ у малим концентрацијама фаворизује уситњавање зрна што касније значајно утиче на механичке особине. Како алуминијум заједно са азотом гради нитриде високе тврдоће, веома је широко коришћен као легирајући елемент у челицима за нитрирање.
Алуминијум повећава ватросталност (ватроотпорност) челика и као такав је често коришћен код легирања феритских ватросталних челика. Кроз процес „алирања” (наношење алуминијума у површинском слоју), може чак и код високо угљеничних челика побољшати ватросталност.
Због врло снажног утицаја на повећање коерцитивне силе алуминијум се користи у гвожђе-кобалт-алуминијум челику од кога се праве перманентни (стални) магнети.

#### Арсен()
- топљења = 817 °C (под притиском)
- сужава γ-област у фазном дијаграму
- склоност ка стварању сегрегација (изузетно штетна појава при ливењу челика)
- непожељан легирајући елемент

Дифузионо жарење, иначе једини начин уклањања сегрегација у челику, још је теже у случају арсена него што је то случај код — примера ради — фосфора. Поред тога повећава кртост материјала после процеса отпуштања и драстично снижава затезну чврстоћу и способност заваривања.

#### Бор()
- топљења = 2.300 °C

Бор има врло изражен утицај на апсорпцију неутрона што га чини веома погодним за легирање челика који се користи при изградњи нуклеарних реактора.
Аустенитни 18/8 CrNi-челици легирани бором у процесу таложног ојачавања постижу повећану границу течења и затезну чврстоћу, с тим што истовремено слаби њихова корозиона постојаност. Микроконституенти издвојени у процесу таложног ојачавања повећавају затезну чврстоћу високо ватросталних челика у подручју изузетно високих температура.
Код челика негарантованог састава и код угљеничних челика бор као легирајући елемент побољшава прокаљивост а самим тим и затезну чврстоћу.
Бор као легирајући елемент генерално смањује способност заваривања челика.

#### Берилијум()
- топљења = 1.287 °C
- снажно шири γ-област у фазном дијаграму

Бакар-берилијум-легуре се користе за израду висококвалитетних опруга за часовнике, које не показују скоро никакву способност магнетизације, као и већу динамичку чврстоћу него одговарајуће опруге направљене од челика. Никл-берилијум-легуре су веома корозионо постојане и користе се за израду хируршких инструмената. У челику, поред тога што снажно шири γ-област у фазном дијаграму , берилијум може онемогућити таложно ојачавање што у поменутом случају води паду затезне чврстоће. Поред тога поседује велики афинитет према кисеонику (дезоксидирајуће својство) и према сумпору.

#### Угљеник()
- топљења = 3.500 °C
- снажно шири γ-област у фазном дијаграму

Угљеник је најважнији и најутицајнији легирајући елемент у челику. Поред угљеника сваки нелегирани челик садржи силицијум, манган, фосфор и сумпор, чије је присуство последица самог процеса производње челика. Додавање других легирајућих елемената у циљу постизања одређених особина челика, као и долегирање силицијума и мангана води ка добијању легираног челика. Са повећањем масеног удела угљеника расте затезна чврстоћа и тврдоћа челика, док се способност извлачења, ковност, заварљивост и машинска обрадљивост смањују.
Корозиона отпорност у односу на воду, киселине и вреле гасове скоро и да не зависи од масеног удела угљеника.

#### Калцијум()
- топљења = 842 °C

Заједно са силицијумом, у форми силико-калцијума употребљава се у процесу производње при дезоксидацији челика. У принципу, калцијум повећава ватросталност.

#### Церијум()
- топљења = 795 °C

Сам, али најчешће у комбинацији са лантаном, неодијумом, празеодијумом и осталим елементима који припадају групи метала ретке земље, делује као снажан дезоксиданс. Због свог изузетно великог активитета према кисеонику и сумпору служи као средство за постизање високе чистоће челика.
Код високолегираних челика побољшава способност обраде на повишеним температурама док код ватросталних челика потпомаже ватросталност.
Гвожђе-церијум-легура са око 70% цера назива се пирофор (вештачки кремен).
Додаје се и као легирајући елемент у нодуларном ливу.

#### Кобалт()
- топљења = 1,495 °C
- не ствара карбиде и Фаворизује издвајање графита

Отежава раст зрна, побољшава отпорност у односу на кртост при процесу отпуштања, као и затезну чврстоћу на повишеним температурама. Због тога се користи као легирајући елемент код брзорезних челика и алатних челика за рад у топлом, као и за производњу других ватросталних и високо ватросталних легура.
Повећава реманенцију, коерцитивну силу и топлотну проводност, а зато се често примењује као основни легирајући елемент за висококвалитетне сталне магнете (челичне или од других легура).
Под утицајем неутронског зрачења интензивно се ствара изотоп 60Co. због чега је кобалт непожељан као легирајући елемент у материјалима који служе за израду нуклеарних реактора.

#### Хром()
- топљења = 1.907 °C
- изражена тежња ка стварању карбида
- снажно сужава γ-област, а шири α-област у фазном дијаграму

Хром као легирајући елемент даје челику способност каљења у уљу, односно на ваздуху, преко утицаја на критичну брзину каљења, што повећава прокаљивост челика и способност побољшања. Склоност ка кртом лому се смањује додатком хрома, мада је утицај на способност извлачења релативно слаб. Способност заваривања (заварљивост) расте са повећањем масеног удела хрома у легури. Затезна чврстоћа челика расте од 80 N/mm² до 100 N/mm² по масеном проценту хрома.
Хром има изузетну склоност ка стварању карбида, који даље позитивно утичу на механичке карактеристика челика (нпр. отпорност на хабање), али негативно утиче на корозиону постојаност.
Иако снажно сужава γ-област, а шири α-област у фазном дијаграму , хром стабилизује аустенит (γ-област) у хром-манган-, од. хром-никл-нерђајућим челицима.
Хром као легирајући елемент снижава топлотну и електричну проводност челика.
Ако имамо висок садржај угљеника у челику и истовремено садржај хрома до 3% (масена %) повећавају се истовремено реманенција и коерцитивна сила.
Код нерђајућих челика садржај хрома преко 12% даје материјалу позитивни електрохемијски потенцијал, материјал постаје „племенитији”, што га чини отпорним на деловање електролита, а истовремено се ствара површински слој Cr-оксида, који додатно штити материјал од корозивне средине.

#### Бакар()
- топљења = 1.085 °C
- непожељан (штетан) легирајући елемент

Бакар се врло ретко циљно легира (само код неких посебних врста челика); иначе је у принципу врло непожељан у челику. Посебан проблем представља у челичанама које производе челик у електролучним пећима где се његов удео у легури може врло тешко контролисати, с обзиром на то да метални отпад има врло широк спектар удела бакра. Када је у питању „старо гвожђе”, што је често синоним за челични отпад, у Европској унији постоји 9 класа челичног отпада подељених према „чистоћи” челика. Због високе цене челика који припадају вишим класама чистоће, челичане су приморане да праве тзв. „челични мени” састављен од оптималне комбинације челичног отпада и оптималне цене тоне челика.
Штетно дејство бакра испољава се нарочито при високим температурама. Најштетније дејство бакра испољава се током пластичне прераде челика на повишеним температурама (ковање, ваљање, извлачење и сл.), и последица је издвајања бакра по границама зрна. Издвајање бакра по границама зрна повећава површинску осетљивост материјала у току свих врста пластичне прераде на повишеним температурама.
Граница течења и однос граница течења / затезна чврстоћа побољшавају се са порастом масеног удела бакра у челику. Масени удео преко 0,3% бакра води повећању тврдоће, односно повећане способности каљења.
Утицај на способност заваривања није примећен.
Код нелегираних и ниско легираних челика бакар повећава њихову отпорност на штетне атмосферске утицаје. Код високо легираних челика масени удео бакра изнад 1% повећава њихову отпорност на дејство киселина (поготово хлороводоничне и сумпорне киселине).

#### Водоник()
- топљења = −259 °C
- непожељан (штетан) легирајући елемент

Водоник изазива повећање кртости и смањење способности извлачења челика, а да притом не побољшава вредност границе течења и затезне чврстоће. Код већине легирајућих елемената, способност извлачења и затезна чврстоћа су обрнуто корелирани.
Водоник је — поред осталог — „кривац” за такозвани „плави лом” челичног материјала.
Унутар челика водоник се окупља у близини грешака у материјалу (дислокација, неметални укључци и сл.). У зависности од количине водоника у челику, те накупине могу достићи такве размере да постану концентратор напрезања довољно велик да на њему крене раст прскотине, која ће касније довести до лома материјала.

#### Магнезијум()
- топљења = 650 °C

Магнезијум се користи као дезоксиданс и као средство за уклањање нежељеног сумпора из челика. Као легирајући елемент у добијању легуре гвожђа поспешује стварање глобуларног (сферног) графита.

#### Манган()
- топљења = 1.246 °C
- снажно шири γ-област у фазном дијаграму

Манган у челику на првом месту служи као дезоксидационо средство. Као средство за редуковање количине слободног сумпора, манган делује тако што ствара манган сулфид (MnS), али и штетни гвожђе сулфид (FeS). Дуго је времена проблем стварања гвожђе сулфида (што узрокује такозвану појаву „лома у црвеном” (црвени лом)) био нерешив. Проблем је био у томе што гвожђе сулфид има веома ниску тачку топљења, тако да остаје у течној фази при очвршћавању челика. То доводи до тога да као последња течна фаза гвожђе сулфид очврсне по границама зрна. Како је гвожђе сулфид врло крт то доводи до лома материјала већ при пластичној преради у области температура црвеног усијања. Одатле води назив — „црвени лом” или „лом у црвеном”. Супротно гвожђе сулфиду, манган сулфид је тешко топиво једињење, тако да се у виду неметалних укључака издваја унутар зрна, што повољно утиче на механичке особине материјала. Та особина је посебно веома корисна код челика за аутомате, који иначе имају повећан садржај сумпора. Повећан садржај сумпора код челика за аутомате користан је са аспекта побољшања способности машинске обраде материјала.
Манган снажно снижава критичну брзину хлађења што повећава способност каљења челика. Граница течења и затезна чврстоћа се повећавају са повишењем масеног удела мангана. Манган такође повољно утиче на ковност, способност заваривања као и повећање дубине прокаљивости.
Масени удели преко 4% воде — при споријем хлађењу — стварању крте мартензитне структуре, тако да се та област легирања избегава. Челици са преко 12% масених удела мангана остају аустенитни и при истовремено високом садржају угљеника, јер манган снажно делује на ширење γ-области у фазном дијаграму . Такви челици се могу деформационо пластично површински ојачати уз истовремено очување дуктилне централне зоне профила, што ову сорту челика чини изузетно отпорном на хабање. Такав распоред, мека (дуктилна) централна зона и тврд површински слој, дају овом материјалу изузетне експлоатационе механичке особине. Челици са преко 18% масених удела мангана остају чак и после релативно високог степена пластичне деформације немагнетични. Ова сорта челика се често под називом специјални челици користи за израду одговорних делова који раде у условима ниских температура.
Манган повећава топлотни коефицијент ширења, а притом смањује топлотну и електричну проводност челика.

#### Молибден()
- топљења = 2.623 °C
- изражена тежња ка стварању карбида
- снажно сужава γ-област у фазном дијаграму

Молибден се већином легира у комбинацији са другим легирајућим елементима. Молибден снажно снижава критичну брзину хлађења, што повећава способност каљења челика. У комбинацији са хромом никлом и манганом, молибден смањује склоност ка кртости после отпуштања, поспешује стварање финијег (ситнијег) зрна, позитивно делује на способност заваривања. Граница течења и затезна чврстоћа се повећавају са повишењем масеног удела молибдена.
При већим масеним уделима молибдена долази до смањења способности машинске обраде. Због изражене тежње ка стварању карбида, побољшава особине брзорезних алатних челика. Примењен код високолегираних челика легираних хромом или код хром-никл-аустенитних челика (молибден помаже даљем повећању корозионе постојаности).
Додатак молибдена као легирајућег елемента негативно делује на ватросталност челика.

#### Азот()
- топљења = −210 °C
- снажно шири γ-област у фазном дијаграму

У зависности од врсте и намене челика азот се може посматрати и као штетан и као користан легирајући елемент. Штетне су појаве таложења које воде до снижења способности извлачења, а у процесу старења изазивају такозвани „лом у плавом” (при преради у области температура плавог усијања — од 300 °C до 350 °C), ако не и могућност појаве интеркристалне напонске корозије код нелегираних или нисколегираних челика.
Као легирајући елемент азот проширује γ-област и стабилизује аустенитну структуру, повећава границу течења код аустенитних челика, а посебно затезну чврстоћу као и остале механичке особине на повишеним температурама.
У процесу нитрирања азот се може нанети у танком површинском слоју, чиме се добија веома чврст и тврд површински слој, док унутрашњост остаје оригинално мека и жилава, чиме се постижу оптималне карактеристике за делове који су изложени снажном динамичком оптерећењу.

#### Ниобијум() итантал()
- топљења (Nb) = 2.477 °C, топљења (Ta) = 3.017 °C
- изражена тежња ка стварању карбида
- снажно сужавају γ-област у фазном дијаграму  и Фаворизују стварање ферита

Због тога што у природи обично иду заједно и уз то се веома тешко раздвајају, ова два елемента се примењују у легирању челика као легура ниобијума и тантала. Због особине да повећавају ватросталност као и отпорност на пузање веома често се користе као легирајући елементи за челике који раде у условима високог притиска и високе температуре.
Тантал има веома висок степен апсорпције неутрона тако да за челике који се примењују за израду нуклеарних реактора долази у обзир само тантал-ниобијум-легура са веома ниским масеним уделом тантала.

#### Никл()
- топљења = 1.455 °C
- снажно шири γ-област у фазном дијаграму

Никл повећава границу течења и смањује кртост код челика негарантованог састава. У циљу повећања жилавости, никл се додаје као легирајући елемент код челика за цементацију и челика за побољшање.
Због тога што снажно шири γ-област у фазном дијаграму , никл служи као стабилизатор аустенитне структуре код нерђајућих хром-никл-челика.
Легура гвожђа и никла са 36% масеног удела никла, под комерцијалним називом Invar, поседује најмањи коефицијент термичког ширења и — као таква — незаменљив је материјал у изради многих мерних инструмената.

#### Кисеоник()
- топљења = −219 °C
- непожељан легирајући елемент

Кисеоник погоршава техничко-механичке особине челика, као што су жилавост и способност старења. Као и сумпор, кисеоник доводи до „лома у црвеном” (лом у области температура црвеног усијања).

#### Фосфор()
- топљења = 44 °C
- непожељан (штетан) легирајући елемент изузетно снажног легирајућег утицаја
- снажно сужава γ-област у фазном дијаграму

Постоји само једна сорта челика код које је дозвољен релативно висок садржај фосфора. То су челици за аутомате. Фосфор исказује јаку тенденцију посебно ка примарној сегрегацији, чије се штетно присуство услед релативно никог коефицијента дифузије фосфора — како у аустениту тако и у фериту — веома тешко уклања. Сегрегације делују као слаба места у структури материјала на којима по правилу креће пропагација прскотине, што за последицу има лом материјала. Пошто је скоро немогуће спречити сегрегацију фосфора односно поспешити његову равномерну расподелу унутар чврстог раствора, као једино решење остаје максимално смањење масеног удела (од 0,03% до 0,05%).
Фосфор већ у малим количинама повећава осетљивост на појаву кртости материјала приликом отпуштања. Тај утицај се повећава са повећањем масеног удела угљеника. Такође расте температура каљења, величина зрна, као и смањење способности пластичне деформације. Последица свега тога може да буде „лом у хладном”, као последица пораста кртости материјала.
У нисколегираним челицима негарантованог квалитета који имају масени удео угљеника око 0,1%, повећан садржај фосфора повећава корозиону постојаност у односу на атмосферске утицаје. Сличан утицај има још један тзв. непожељни легирајући елемент — бакар.
Додатак фосфора код аустенитних челика (CrNi-челици) — поред утицаја на процесе таложног ојачавања — може повећати и границу течења.

#### Олово()
- топљења = 327 °C

Олово у принципу није истински легирајући елемент у челику, јер његов утицај на механичке особине скоро и да не постоји. Додаје се у количини између 0,2 и 0,5 масених процената, у циљу побољшања способности машинске обраде. Једна од примена олова је у изради лежајева, где долази до изражаја низак коефицијент трења (фрикције) олова.

#### Сумпор()
- топљења = 115 °C
- у принципу непожељан легирајући елемент веома снажног легирајућег дејства

Сумпор погоршава техничко-механичке особине челика, у првом реду границу течења. Засебно или у комбинацији са кисеоником (појачано дејство) доводи до „лома у црвеном” (лом у области температура црвеног усијања).
Сумпор се ипак додаје код челика за аутомате у масеном уделу до максимално 0,3%, у циљу побољшања способности машинске обраде резањем.

#### Антимон()
- топљења = 631 °C
- сужава γ-област у фазном дијаграму
- склоност ка стварању сегрегација (изузетно штетна појава при ливењу челика)
- непожељан легирајући елемент

Слично арсену повећава кртост односно смањује жилавост материјала.

#### Силицијум()
- топљења = 1.414 °C
- снажно сужава γ-област у фазном дијаграму  и Фаворизује стварање ферита

Силицијум је јако и веома често примењивано дезоксидативно средство у производњи челика. Као легирајући елемент силицијум повећава чврстоћу, границу еластичности и отпорност на хабање. Способност да повећа границу еластичности доводи до веома честе примене силицијума као легирајућег елемента у производњи челика за опруге.
Легиран у већим масеним уделима, силицијум води побољшању ватросталности и отпорности на утицај киселина. Међутим висок садржај силицијума утиче на смањење електричне проводности и коерцитивне силе.

#### Калај()
- топљења = 232 °C
- непожељан легирајући елемент веома снажног легирајућег дејства

#### Титанијум()
- топљења = 1.668 °C
- изражена тежња ка стварању карбида

Као снажно дезоксидативно средство са изузетном тежњом ка стварању карбида, титанијум се легира као стабилизатор у корозионо-резистентним челицима (нерђајући челици).

#### Ванадијум()
- топљења = 1910 °C
- изражена тежња ка стварању карбида

Као и титан поседује изузетну тежњу ка стварању карбида и нитрида. Ванадијум снажно делује на везивање азота у челику. Додатком ванадијума постиже се фина „ситнозрна” микроструктура, која за последицу има побољшање механичких особина челичних одливака. Додатак ванадијума позитивно делује на отпорност на хабање (зног присустава тврдих карбида), добре механичке особине у раду на повишеним температурама, као и повољан утицај на процес отпуштања. Ванадијум се због овога легира код брзорезних алатних челика, алатних челика за рад у топлом, као и код алатних челика за рад на високим температурама. Долегиран у челике за опруге, ванадијум води повећању границе еластичности.

#### Волфрам()
- топљења = 3.422 °C
- изражена тежња ка стварању карбида

Волфрам делује веома позитивно на затезну чврстоћу, границу течења, као и на жилавост челика.
Због тога што утиче на повећање чврстоће челика на повишеним температурама — а уз то повећава и отпорност на хабање — волфрам се легира код брзорезних алатних челика, као и код алатних челика за рад у топлом.

#### Цирконијум()
- топљења = 1.855 °C
- изражена тежња ка стварању карбида
- сужава γ-област у фазном дијаграму

Цирконијум се понаша као снажно дезоксидативно, денитрификационо и десулфурационо средство. Код челика за аутомате, који иначе имају пожељно увећан садржај сумпора, цирконијум делује позитивно на профил и састав исталожених сулфида, што смањује опасност од појаве „лома у црвеном”.

## Врсте челика
По DIN EN 10020 постоје само две главне класе челика (наш ЈУС је у ствари срећом само био преведен ДИН):
- квалитетни челици (енгл. Quality Steels (QS)) и
- специјални (племенити) челици (енгл. Special Steels (SS)).

Данас је регистровано негде око 2.500 различитих врста челика.
Даље дељење на подгрупе врши се према легирајућим елементима, микроструктури и механичким особинама.

### Подела челика према садржају легирајућих елемената
Према садржају легирајућих елемената челици се деле на:
- нелегиране челике,
- нисколегиране челике и
- високолегиране челике.

#### Нелегирани челици
Нелегирани челици се деле на оне који су предвиђени за термичку обраду и оне који то нису.

#### Нисколегирани челици
Као нисколегирани челици третирају се они челици са укупним масеним уделом легирајућих елемената не мањим од 1%, али не већим од 5%. Ови челици поседују побољшане механичке особине у односу на нелегиране челике.

#### Високолегирани челици
Као високо легирани челик третира се челик који садржи више од 5% легирајућих елемената. Ови челици поседују изузетне особине у зависности која комбинација легирајућих елемената је примењена. Типичан пример је нерђајући челик, који своју отпорност на корозију дугује — у првом реду — хрому.

### Подела челика према областима примене
Према садржају легирајућих елемената челици се деле на:
- челике за аутомате,
- бетонске челике,
- челике за цементацију,
- челике за опруге,
- челике,
- челике,
- Нерђајуће челике
  - феритни челици (минимално 10% Cr) и
  - аустенитни челици (Cr+Ni; немагнетични на собној температури),
- челике за нитрирање,
- челике отпорне на утицај киселина,
- челике за дубоко извлачење,
- челике за побољшање,
- алатне челике
  - брзорезни челици,
- челике за израду сечива
  - дамаскијски челик (познат као челик од кога су прављене сабље Дамаскије, познате по својим изузетним својствима као што су флексибилност и чврстоћа; дамаскијски челик у ствари није челик у правом смислу речи, већ композитни материјал састављен од више врста челика у процесу ковања) и др.

## Индустријски и историјски значај
Производња гвожђа почиње већ у 2. миленијуму пре Христа у некадашњем царству Хетита, док су први записи о производњи челика датирани у периоду почетка 1. миленијума пре Христа.

## Руде и њихова заступљеност у земљиној кори
Иако је у земљиној кори железо заступљено само око 5%, састав и распрострањеност железних руда је таква да не може да покрије тренутне потребе човечанства, а поготово не након „привредног бума” у Азији, чије су се последице почеле осећати у другој половини 2003. године.

## Алтернативни материјали
Постоји генерална тежња да се челик замени у већини места где се тренутно примењује, а разлог је његова велика специфична маса. Тежња да се употребе метални материјали као што су Al, Mg, Ti и њихове легуре или композитни материјали (већином на бази угљеничних влакана) отежана је чињеницом да ни један (за сада) познати материјал нема тако идеалан однос (особине+флексибилност)/(цена) као челик. Ако је судити по тренутном стању на тржишту, сада и у ближој будућности челик је (и биће) супериоран материјал за најширу употребу. Као пример проблема у замени челика другим материјалом може послужити производња аудијевог модела А3. Већином од алуминијума израђен А3 (се изузетком шасије и виталних делова мотора који су направљени од челика), иако изузетан аутомобил имао је проблем у старту. Био је изузетно скуп за своју класу. Али, то није све. Репаратура у саобраћају хаварисаних А2 је неколико пута скупља од конвенционалне репаратуре од челика направљених аутомобила. Као последица свега наведеног, А3 — иако изузетан по својим особинама — више се не производи.

## Еколошки аспект
Због своје изузетне погодности за рециклирање, челик је са становишта екологије скоро савршен материјал.